# Giorgio Massari
Giorgio Massari (* 13. Oktober 1687 in Venedig; † 20. Dezember 1766 ebenda) war ein Architekt des Spätbarock, der in Venedig, Friaul, Lombardei und Istrien tätig war.

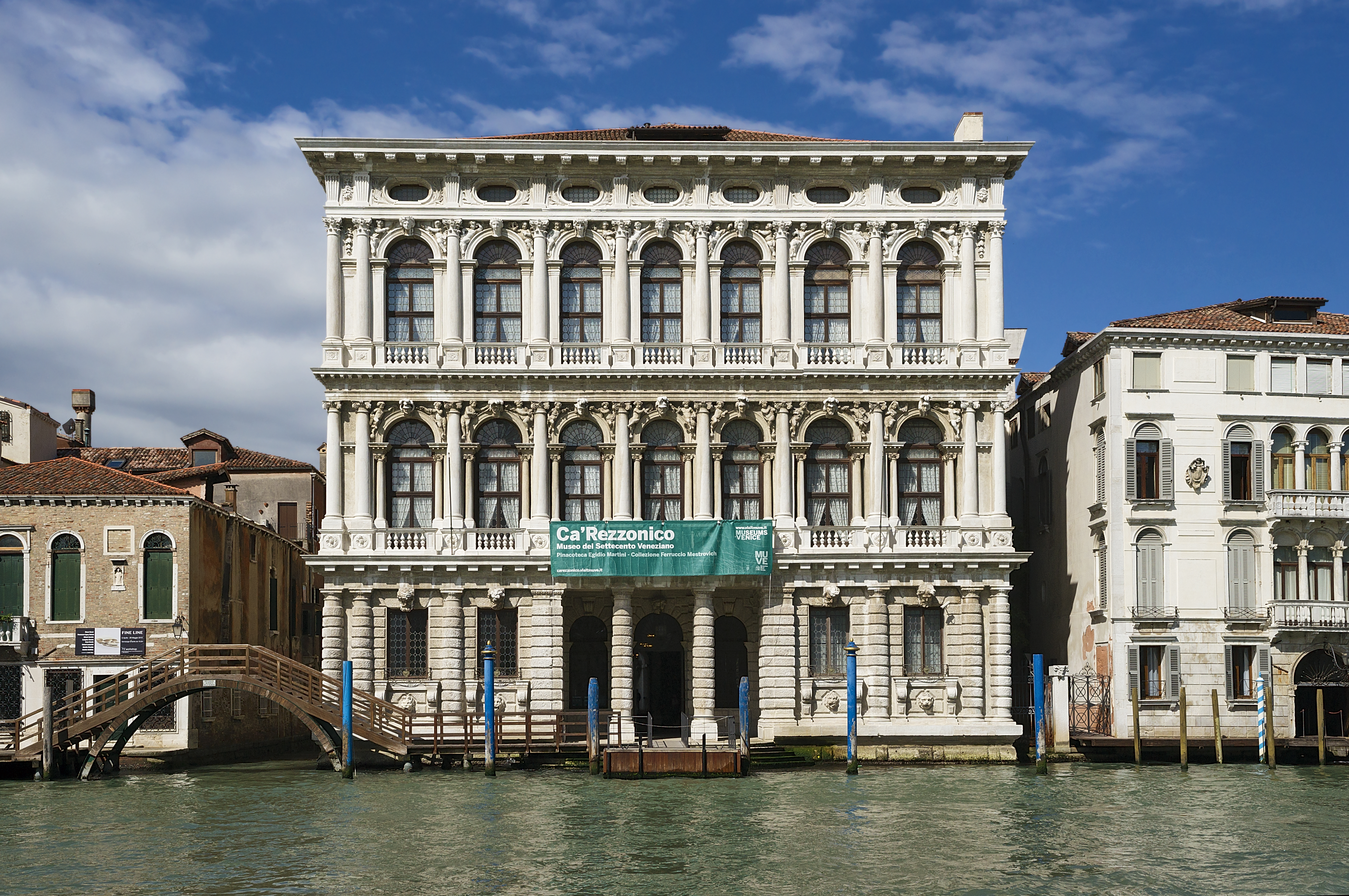
Ca’ Rezzonico am Canal Grande

## Leben
Über das Leben und Wirken ist relativ wenig bekannt. Sein Vater Stefano stammt aus Treviso und war vermutlich Möbeltischler, in dessen Werkstatt Giorgio als Junge arbeitete. Wer ihn in die Architektur einführte ist nicht genau bekannt. Man vermutet, dass er ein Schüler Andrea Tiralis war. In den Jahren zwischen 1719 und 1721 scheint er beim Bau der Villa Pola in Barcon beschäftigt gewesen zu sein. 1734 starb Paolo Tamagnin, sein erster Auftraggeber, der Massari zum Universalerben mit der Auflage einsetzte, einen großen Teil der Erträge für die Wiederherstellung der Kirche San Giovanni in Bragora zu verwenden. 1735 heiratete er die Witwe Tamagnin und zog in deren Haus ein. 1737 wurde er zum „Proto“ (etwa Dombaumeister) von San Marco ernannt. Am 20. Dezember 1766 starb er in seinem Haus am Campiello del Piovan und wurde in der Kirche San Giovanni in Bragora begraben.

## Werke

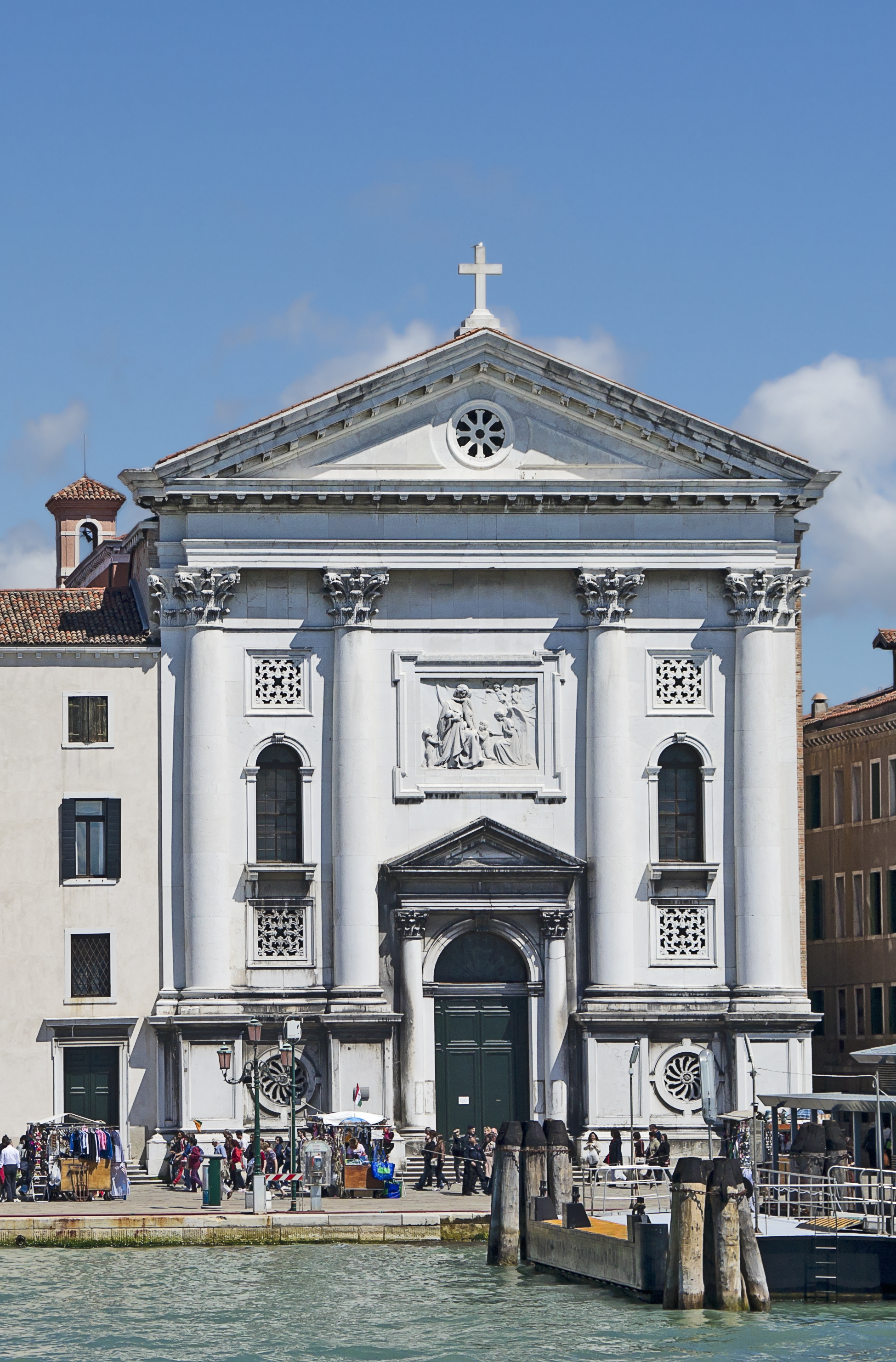
Santa Maria della Pietà (Venedig)

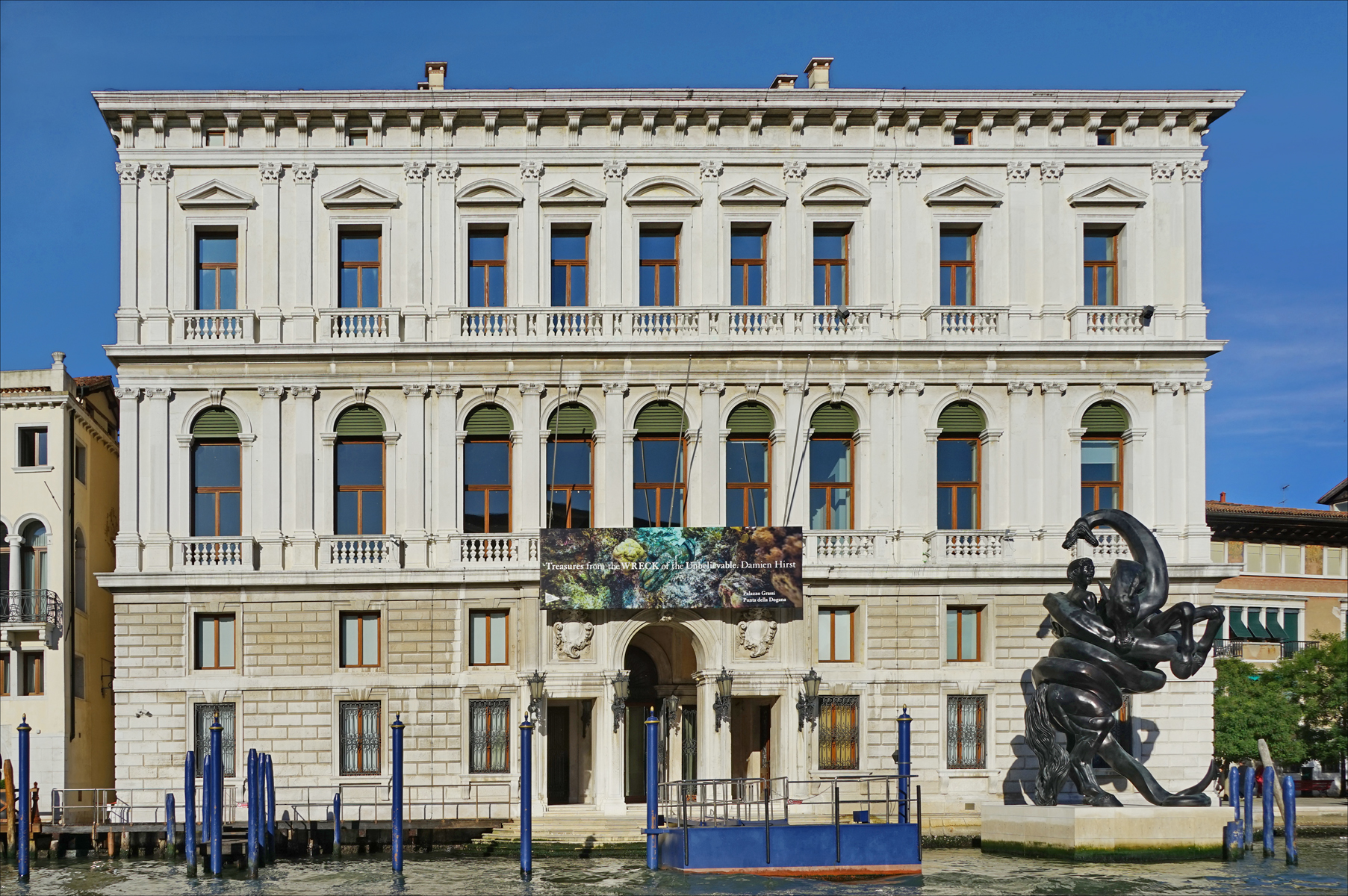
Palazzo Grassi

Massari steht in direkter Nachfolge von Andrea Palladio und Baldassare Longhena. In den späten Jahren begann er klassizistische Elemente in seinen Bauten zu verwenden.
Venedig
- 1726–1736: Santa Maria del Rosario (Gesuati)
- 1727: Scuola Grande di San Giovanni Evangelista (Kapitelsaal)
- 1727: Ehemaliges Ospizio dei Catecumeni (Haus für bekehrungswillige muslimische Kriegsgefangene)
- 1728–1736: San Marcuola
- 1744–1760: Santa Maria della Pietà (Fassade stammt aus dem 20. Jh.)
- 1750–1753: Santa Maria della Fava (Vollendung)
- 1751: Uhrturm Markusplatz (Aufstockung der Flügelbauten)
- 1750–1758: Ca’ Rezzonico (Vollendung)
- 1748–1772: Palazzo Grassi

Venetien

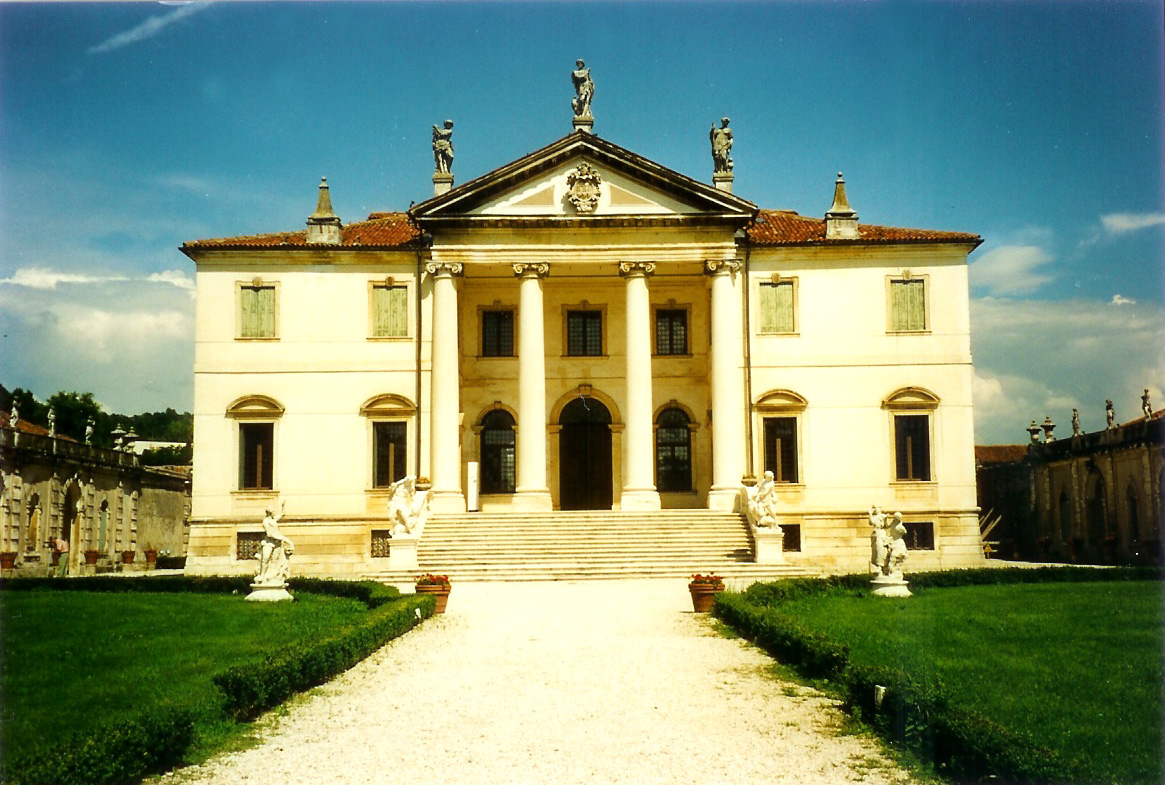
Villa Cordellina Lombardi

- Montecchio Maggiore: Villa Cordellina Lombardi
- Noventa Padovana: Villa Giovanelli Colona (Stiegenhaus)
- Asolo: Kathedrale Santa Maria Assunta (Umbau), 1747
- S. Andrea di Cavasagra: Villa Cornaro (Umbau), 1750

Friaul
- Udine: Santo Spirito (Umbau) 1738
- Udine: Sant’ Antonio (Fassade) 1733

Lombardei
- Brescia: Chiesa della Pace

Istrien
- Koper: Domkirche Maria Himmelfahrt (Umbau des Innenraums)